# Fissidens ecuadorensis
Fissidens ecuadorensis là một loài Rêu trong họ Fissidentaceae. Loài này được Pursell & Brugg.-Nann. mô tả khoa học đầu tiên năm 2007.